# Victor Li
Pour les articles homonymes, voir Li.
Victor Li Tzar-kuoi (mandarin : 李澤鉅; pinyin : Lǐ Zéjù), né le 1er août 1964 à Hong Kong, est un investisseur et homme d'affaires de Hong Kong, naturalisé canadien, fils du célèbre milliardaire Li Ka-shing.

## Biographie
Il a fait des études de génie civil au St. Paul's Co-educational College (en) de Hong Kong où il obtint un baccalauréat es sciences. 
Li a été enlevé par le criminel Cheung Chi Keung, aussi connu sous le nom de « Big Spender ». Il fut relâché après le paiement de 134 000 000 $ en liquide. Cheung a été arrêté puis exécuté en Chine, en 1998.
Fin 2003, Li devint le principal actionnaire d'Air Canada. À la suite de plusieurs désaccords avec la société de transport aérien, Li a rompu depuis son contrat.
En 2018, il prend la succession de son père.